# Hefenhofen
Hefenhofen est une commune suisse du canton de Thurgovie, située dans le district d'Arbon.